# 245 Park Avenue
Il 245 Park Avenue è un grattacielo alto 19751 m situato a New York, negli Stati Uniti. 
Completato nel 1967, occupa una superficie di 159700 m² distribuiti su 48 piani. Progettato dallo studio Shreve, Lamb e Harmon è il 94° edificio più alto di New York. La Building Owners and Managers Association (BOMA) gli ha conferito il premio Pinnacle Award 2000/2001.